# Kunstgewerbeschule Weimar (Gebäude)

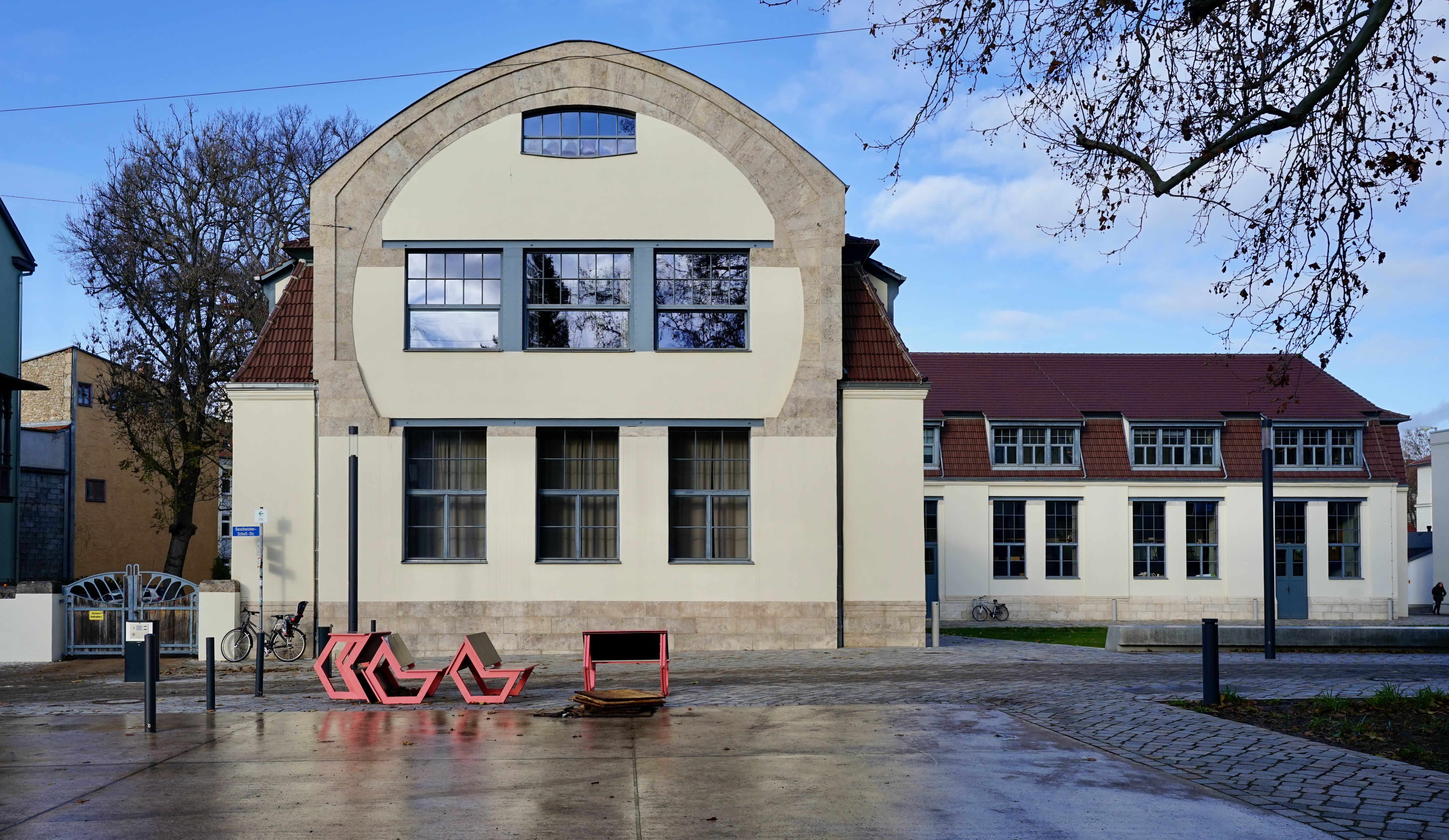
Ansicht von Süden (2019)

Die Großherzoglich-Sächsische Kunstgewerbeschule Weimar war eine am 1. April 1908 auf Initiative des belgischen Architekten Henry van de Velde (1863–1957) von Großherzog Wilhelm Ernst von Sachsen-Weimar gegründete und finanzierte private Lehranstalt, die bis zum 30. September 1915 in Weimar bestand. Dieser Artikel handelt von dem 1906 errichteten gleichnamigen Gebäude in Weimar, auch als Kunstgewerbeschulbau oder Van-de-Velde-Bau bekannt, welches seit 1996 als Bauhaus-Stätte zum UNESCO-Weltkulturerbe gehört.

## Geschichte
Der Kunstgewerbeschulbau besteht aus zwei Gebäudeflügeln, einem Ostflügel (in Ost-West-Ausrichtung) und einem Südflügel (in Nord-Süd-Ausrichtung). Der Ostflügel, auch als „Werkstattflügel“ bezeichnet, war bereits 1905 für die am 1. November 1905 eröffnete Weimarer Bildhauerschule und Kunstgießerei mit dem Privatatelier Adolf Brütt im Sommer 1905 in der damaligen Kunstschulstraße 7 errichtet worden.
Der Südflügel des Kunstgewerbeschulbaus war erst 1906 für die Großherzoglich-Sächsische Kunstgewerbeschule und das Privatatelier Henry van de Velde (im 1. Obergeschoss) an den bestehenden Ostflügel angebaut worden. Beide Flügel entstanden nach den Plänen des Architekten Henry van de Velde, aus welchem Grund der Kunstgewerbeschulbau heute auch als Van-de-Velde-Bau bezeichnet wird (diese Bezeichnung findet man auch auf der Tafel an der Ostfassade des Südflügels).
Zwischen der Schließung der Kunstgewerbeschule im Jahre 1915 und dem Ende des Ersten Weltkrieges 1918 unterlag das Gebäude vielerlei Nutzungen. Es diente unter anderem als Werkstätten, Kriegerheim, Soldatenheim und Paulinenstift für kunstgewerblichen Hausfleiß. Zur Zeit des Bauhauses (1919–1925) war das Gebäude unter dem Namen Werkstattgebäude des Staatlichen Bauhauses Weimar bekannt.

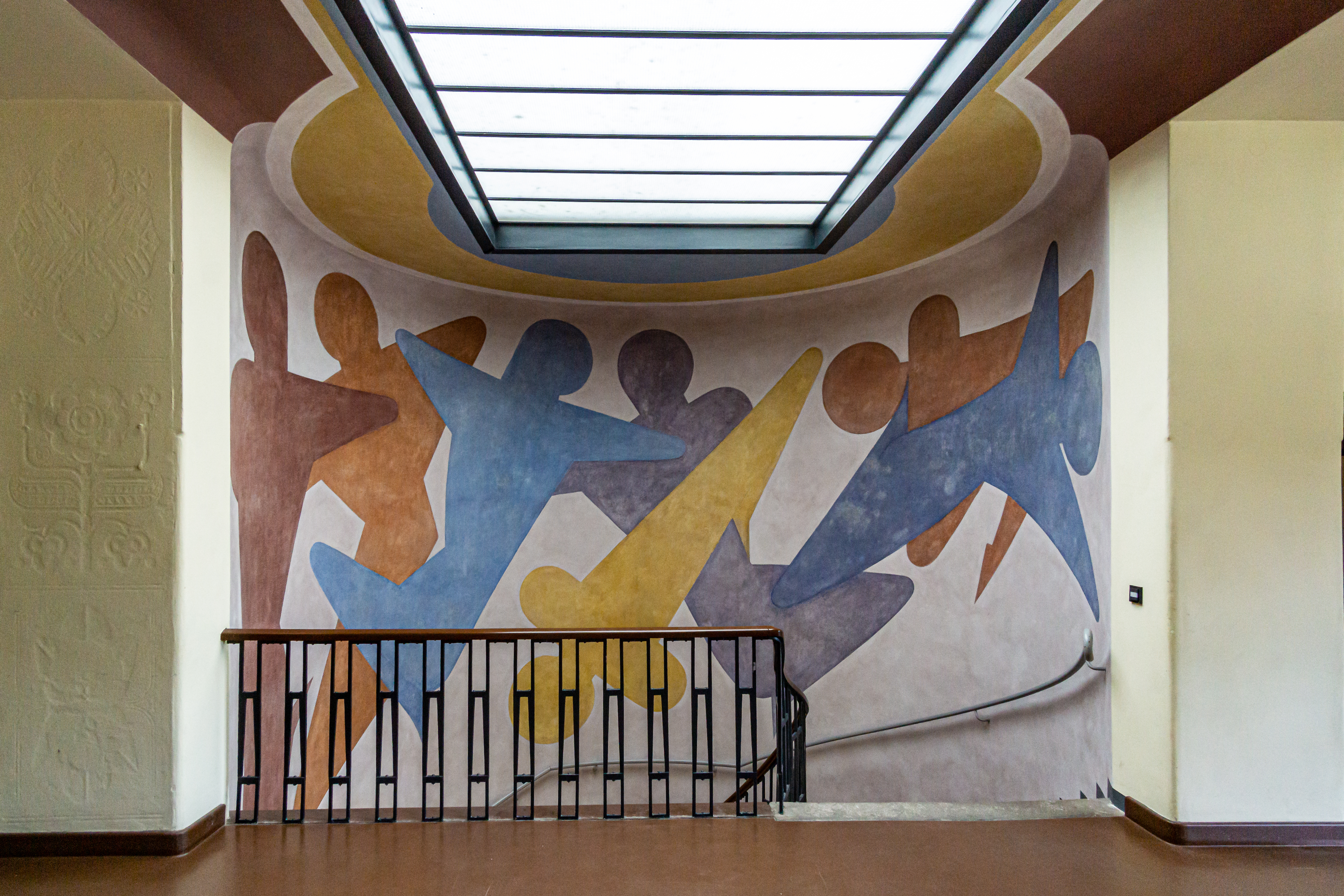
Oskar Schlemmers Figurenfries im Treppenhaus des Van-de-Velde-Baus (Rekonstruktion 1979)

Im Inneren des Van-de-Velde-Baus war besonders die ungewöhnliche Belichtung des zentralen Treppenhauses mit breiter Wendeltreppe sowie die anlässlich der Bauhausausstellung von 1923 durch den Bauhausmeister Oskar Schlemmer (1888–1943) entworfene malerisch-plastische Ausgestaltung des Gebäudes sehenswert. Auf Veranlassung des durch die Nationalsozialisten eingesetzten neuen Direktors Paul Schultze-Naumburg wurde die Wandgestaltung von Schlemmer 1930 abgeschlagen und übertüncht, ohne den Künstler zuvor in Kenntnis zu setzen. 1979 rekonstruierten Hubert Schiefelstein und Peter Mader die beiden 1,90 m × 1,35 m großen Plastiken in den Nischen zu beiden Seiten der Eingangstreppe (Statische & dynamische Bewegungsthemen). Das 15 m breite und bis zu 6 m hohe Figurenfries, das die runde Wand der Wendeltreppe ins Obergeschoss begleitete (Treppenfresko), konnte 1979 von Bruno Dolinski rekonstruiert werden. Zahlreiche weitere Wandgemälde, Fresken und Reliefs blieben jedoch verloren.
In den Jahren 1946–1947, als die Materialprüfanstalt von Erfurt nach Weimar in die ehemalige Kunstgewerbeschule verlegt wurde, wurden gravierende Umbauten im Ostflügel (Werkstattflügel) vorgenommen. Zwecks Flächengewinn wurden Zwischendecken eingezogen und damit die ursprünglichen, hohen Industriefenster zerstört. Spätere Nutzungsänderungen erforderten den Austausch und Teilung von Fenstergruppen, neue Türdurchbrüche etc. im gesamten Gebäude. Im Jahre 1975 ließ man im Van-de-Velde-Bau eine Mensa einbauen, welche bereits 1983 wieder entfernt wurde. Zwei Jahre später begann man mit den Ausbauarbeiten am Dachgeschoss, welches 1986 fertiggestellt war.
Seit 1996 ist der Van-de-Velde-Bau als Landesliegenschaft des Freistaates Thüringen ein Lehrgebäude der Bauhaus-Universität Weimar und Sitz der Fakultät Gestaltung. Nach einer zweijährigen, umfassenden Sanierung von 2008 bis 2010 wurde das mehrfach umgebaute und teilweise von Hausschwamm und Haussporling befallene Architekturdenkmal wieder in seinen ursprünglichen Zustand zurückversetzt. Die Gesamtkosten der Sanierung, mit dem Freistaat Thüringen als Bauherr, beliefen sich auf insgesamt 7 Millionen Euro. Am 5. Februar 2010 fand die feierliche Wiedereröffnung des Van-de-Velde-Baus statt. Ab April 2010 dient das Gebäude wieder als Sitz der Fakultät Gestaltung der Bauhaus-Universität Weimar.
Nicht verwechseln: Das dem Kunstgewerbeschulbau (Van-de-Velde-Bau) gegenüberliegende Kunstschulgebäude für die Großherzoglich-Sächsische Kunstschule Weimar wurde ebenfalls nach Plänen von Henry van de Velde errichtet. Hier konnten die 1904 begonnenen Bauarbeiten aber erst viel später im Jahre 1911 fertiggestellt werden. Dieser Bau ist das heutige Hauptgebäude der Bauhaus-Universität Weimar.

## UNESCO-Weltkulturerbe
Im Dezember 1996 wurden die Bauhausstätten in Weimar und Dessau in die Welterbeliste der UNESCO aufgenommen. Zu den Weimarer Bauhausstätten gehört das Gebäudeensemble des Hauptgebäudes (ehemalige Großherzoglich-Sächsische Kunstschule Weimar) und des Van-de-Velde-Baus (ehemalige Großherzoglich-Sächsische Kunstgewerbeschule Weimar) der heutigen Bauhaus-Universität Weimar sowie das Haus am Horn, das sich im Besitz des Freundeskreis der Bauhaus-Universität Weimar befindet.
In der offiziellen Begründung der UNESCO heißt es: „Das Bauhaus mit seinen Stätten in Weimar, Thüringen, und Dessau, Sachsen-Anhalt, steht für die sogenannte Bauhaus-Schule der Architektur, die zwischen 1919 und 1933 revolutionäre Ideen der Baugestaltung und Stadtplanung durchsetzte. Die Bauten der Bauhaus-Professoren von Walter Gropius bis Hannes Meyer, Lazlo Moholy-Nagy bis Wassily Kandinsky begründeten den Bauhaus-Stil, der die Architektur des 20. Jahrhunderts entscheidend geprägt hat.“